# Lou Gare

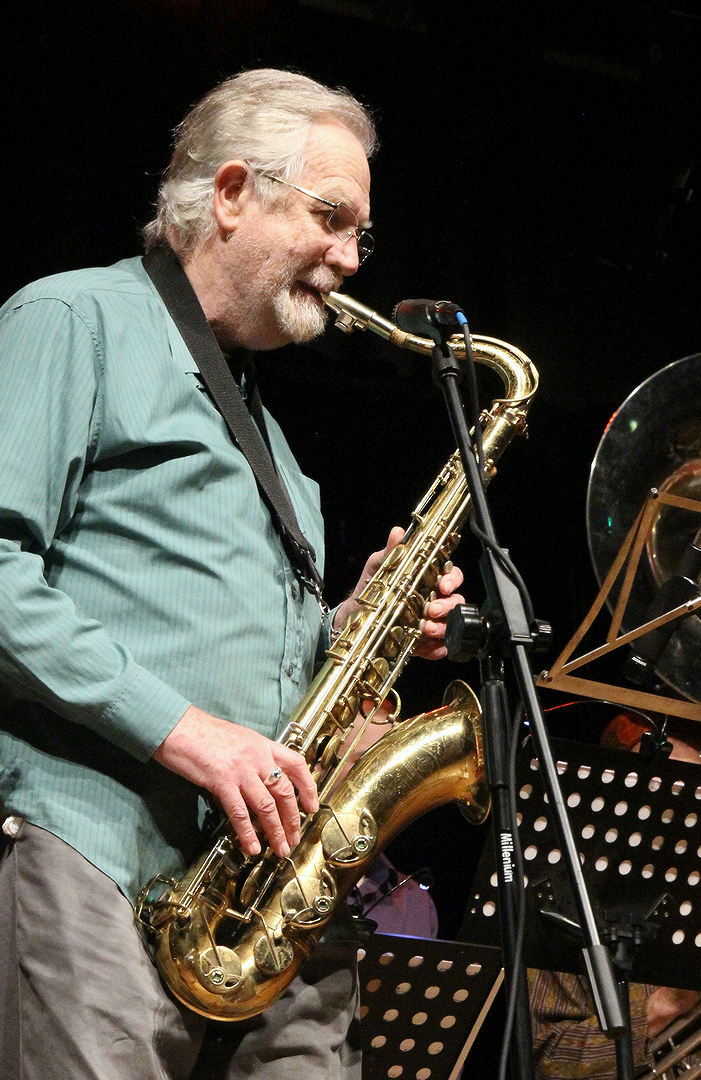
Lou Gare, 2015

Lou Gare (* 16. Juni 1939 in Rugby, Warwickshire als Lesley Gare; † 6. Oktober 2017) war ein britischer Free-Jazz-Tenorsaxophonist und Violinenbauer, der erheblichen Einfluss auf die Entwicklung der frei improvisierten Musik hatte.

## Leben
Gare studierte zunächst an der London Art School Kunst und arbeitete als Jazzmusiker bei Mike Westbrook, wo er sich dem freien Spiel näherte. Mit seinen Kommilitonen Eddie Prévost und Keith Rowe gründete er 1965 das einflussreiche Improvisationsensemble AMM, dem er bis zum Jahr 1977 angehörte. Insbesondere in der Zeit, als AMM nur als Duo aus ihm und Prévost bestand (1972 bis 1976), traten sie regelmäßig und vergleichsweise häufig auf. Als Mitglied der London Musicians Co-op spielte Gare in dieser Zeit auch mit Evan Parker, Derek Bailey, Barry Guy, Howard Riley und anderen Musikern. 1977 zog er mit seiner Familie nach Exeter um. In den 1980er Jahren spielte er mit Drummer Fred Burwood im The Exeter Free Jazz Duo. Gare spielte aber auch weiterhin mit Prévost (zuletzt 2002 und 2005) und bei Westbrook (zuletzt 2015).

## Diskographische Hinweise
- No Strings Attached (Matchless, 2005, solo)
- Mike Westbrook In Memory of Lou Gare. Solos Recorded Live with the Uncommon Orchestra (Westbrook Records 2018, rec. 2010–2014)

### Mit AMM
- AMMMusic (Matchless, 1966)
- The Crypt (Matchless, 1968)
- Live at the Roundhouse (Incus/Anomalous, 1972)
- To Hear and Back Again (Matchless, 1973–1975)